# Filip III Śmiały
Filip III Śmiały, fr. Philippe III le Hardi (ur. 3 kwietnia 1245 w Poissy; zm. 5 października 1285) – król Francji (1270–1285) z dynastii Kapetyngów.

## Życiorys
Urodził się w Poissy jako syn króla Ludwika IX i Małgorzaty, córki Rajmunda Berengara IV, hrabiego Prowansji. Towarzyszył swojemu ojcu w krucjacie do Tunezji w 1270. Jego ojciec zmarł w Tunisie i tam Filip został ogłoszony królem w wieku 25 lat. Przydomek Śmiały nadano mu dzięki jego nieustraszoności w czasie bitwy i sposobie jazdy na koniu - nie bazując na jego charakterze. Filip podporządkowywał się autorytetom, najpierw wielkiego szambelana i głównego doradcy Pierre de la Brosse, którego jednak w 1278 r. skazał na powieszenie, a następnie stryja Karola I Andegaweńskiego.
Po wstąpieniu na tron Filip upoważnił Karola I do rozpoczęcia negocjacji z emirem, aby zakończyć krucjatę - sam w tym czasie wrócił do Francji. Podpisano 10-letni pokój i Filip został koronowany 12 sierpnia 1271. 21 sierpnia we Włoszech, wracając z krucjaty, zmarł stryj Filipa - Alfons, hrabia Poitou, Tuluzy i Owernii. Filip odziedziczył jego ziemie i włączył do domeny królewskiej, a z części Owernii stworzył późniejsze Księstwo Owernii. W okresie jego panowania domena królewska powiększyła się również o terytorium hrabstw Chartres, Nemours, Perche i Alençon. Przejął władzę nad znajdującym się dotąd pod panowaniem królów Majorki miastem Montpellier na wybrzeżu Morza Śródziemnego. W 1284 r. zapewnił swemu najstarszemu synowi Filipowi sukcesję w hrabstwie Szampanii i w Królestwie Nawarry, zamieszkanym przez Basków, żeniąc go z dziedziczką tych ziem, Joanną. Król umocnił również swój stan posiadania w Lotaryngii, kosztem Cesarstwa. W 1279 r. na mocy traktatu z Amiens przekazał Agen, Saintonge i Ponthieu królowi Anglii Edwardowi I.
Na Sycylii w 1282 miał miejsce bunt w miastach przeciwko francuskim urzędnikom jego stryja, Karola I Andegaweńskiego, co skończyło się ich masakrą. Przeszła ona do historii pod nazwą „nieszpory sycylijskie”, gdyż miała miejsce, gdy kościelne dzwony wzywały na nieszpory w Poniedziałek Wielkanocny. W konsekwencji „nieszporów sycylijskich” władzę nad Sycylią przechwycił król Aragonii, Piotr III Wielki. Papież Marcin IV wezwał wówczas Filipa III do poprowadzenia krucjaty przeciw Aragonii (papiestwo uznawało bowiem Sycylię za swoje lenno), ogłosił detronizację Piotra III i przekazał koronę aragońską młodszemu synowi Filipa, Karolowi. „Krucjata aragońska”, podjęta w 1285 r., była porażką militarną, a armia francuska została zdziesiątkowana przez epidemię dyzenterii. 
Filip III zmarł na febrę w Perpignan podczas odwrotu 5 października 1285 r. Następcą został jego syn Filip IV Piękny (1285-1314).

## Małżeństwa
28 maja 1262 ożenił się Izabelą Aragońską (1247–1271), córką króla Aragonii - Jakuba I Zdobywcy, i Jolanty Węgierskiej. Z tego związku urodzili się 3 synowie: 
- Ludwik (1266 – maj 1276),
- Filip (1268–1314), późniejszy król jako Filip IV Piękny,
- Karol (1270–1325), hrabia Valois, Andegawenii, Maine, Alençon i Chartres.

Po śmierci pierwszej małżonki, 21 sierpnia 1274 Filip ożenił się z Marią Brabancką (1260–1321), córką księcia Brabancji - Henryka III, i Adelajdy Burgundzkiej. Owocami tego związku byli:
- Ludwik (1276–1319), hrabia d'Evreux, ojciec Filipa III - króla Nawarry i Joanny d’Évreux - królowej Francji,
- Małgorzata (1282–1317), od 1299 królowa Anglii jako żona Edwarda I,
- Blanka (1286–1305), od 1300 księżna Austrii jako żona Rudolfa III.